# Georges Lentz
Pour les articles homonymes, voir Lentz.
Georges Lentz est un compositeur contemporain, né au Luxembourg en 1965 mais vivant à Sydney (Australie) depuis 1990, ainsi qu'à Berlin.

## Biographie
Il a étudié au Conservatoire de Luxembourg, au Conservatoire national supérieur de musique de Paris et à la Musikhochschule de Hanovre.
Depuis 1989, Georges Lentz travaille à un cycle d’œuvres intitulées “Caeli enarrant…” (Les cieux racontent – Psaume 19). Sa musique est influencée par l’astronomie, les vastes étendues du paysage australien et par la peinture aborigène, et elle reflète les convictions et doutes spirituels du compositeur.
En 2002, sa pièce pour orchestre Guyuhmgan s’est placée en seconde place à la Tribune Internationale des Compositeurs de l’UNESCO à Paris. Sa musique est jouée de par le monde par des ensembles et orchestres renommés, dans des salles telles que la Philharmonie de Berlin, Konzerthaus de Vienne, Wigmore Hall de Londres, Carnegie Hall de New York, Suntory Hall de Tokyo. Georges Lentz écrit rarement de nouvelles œuvres. Ses dernières œuvres en date sont Monh, un concerto pour alto pour Tabea Zimmermann, que celle-ci a créé en juillet 2005, ainsi que Ingwe (2003-2009), œuvre d'environ 60 minutes pour guitare électrique seule.
En avril 2022, une installation sonore permanente de son quatuor à cordes digital d’une durée de 43 heures “String Quartet(s)”, la Cobar Sound Chapel, fut inaugurée dans le désert australien. 
Ses œuvres sont publiées par Universal Edition de Vienne.

## Œuvres principales
- "Caeli enarrant ..." I (1989-1998) pour orchestre
- "Caeli enarrant ..." III (1990-2000) pour 12 cordes (6 vl., 3 vle., 3 vc.), 3 percussionnistes et 1 voix d’enfant
- "Caeli enarrant ..." IV (1991-2000) pour quatuor à cordes et 4 cymbales suspendues
- "Caeli enarrant ..." V (1989-1992) pour piano préparé
- 'Mysterium' ("Caeli enarrant ..." VII) (1994- ...) œuvre conceptuelle – sans instrumentation fixe (en cours d’élaboration)
- Birrung extrait de 'Mysterium' ("Caeli enarrant..." VII) (1997-2004) pour 11 cordes (6 vl., 2 vle., 2 vc., 1 cb.)
- Ngangkar extrait de 'Mysterium' ("Caeli enarrant..." VII) (1998-2000) pour orchestre
- Nguurraa extrait de 'Mysterium' ("Caeli enarrant..." VII) (2000-2001) pour clarinette, violon, violoncelle, piano et percussion
- Guyuhmgan extrait de  ‘Mysterium' ("Caeli enarrant..." VII) (2000-2001) pour orchestre et dispositif électronique
- Alkere extrait de 'Mysterium' ("Caeli enarrant..." VII) (2002-2004) pour piano préparé
- Monh extrait de ‘Mysterium' ("Caeli enarrant..." VII) (2001-2005) pour alto solo, orchestre et dispositif électronique
- Ingwe extrait de 'Mysterium' ("Caeli enarrant..." VII) (2003-2009) pour guitare électrique seule
- Jerusalem (after Blake) extrait de 'Mysterium' ("Caeli enarrant..." VII) (2011-2016) pour orchestre et dispositif  électronique
- String Quartet(s) extrait de 'Mysterium' ("Caeli enarrant..." VII) (2000-2019) quatuor à cordes pré-enregistré / installation sonore